# 17651 Tajimi
17651 Tajimi (1996 VM1) là một tiểu hành tinh vành đai chính được phát hiện ngày 3 tháng 11 năm 1996 bởi T. Mizuno và T. Furuta ở Tajimi.